# Penisola di Krabbe
La penisola di Krabbe (in russo полуостров Краббе) si trova sulla costa occidentale del golfo di Pietro il Grande, in Russia. Si affaccia sul mar del Giappone e appartiene al Chasanskij rajon, nel Territorio del Litorale (Circondario federale dell'Estremo Oriente). 

## Geografia
La penisola, che è interna al golfo di Possiet, delimita a sud la baia Novgorodskaja e la divide dalla baia Rejd Pallada. È collegata alla terraferma da una stretta lingua di terra alluvionale che, nella parte più stretta, misura solo 70 m. La larghezza della parte centrale della penisola raggiunge i 4,5 km. La lunghezza dall'istmo orientale all'estremo punto occidentale, capo Astaf'ev (мыс Астафьева), è di circa 18 km; la sua area è di 30,8 km². Il suo punto più orientale è capo Gakkelja (мыс Гаккеля). Il suo punto più alto, nella parte centrale, raggiunge i 179 m. A nord-ovest si trova la penisola Novgorodskij, a est dell'istmo e di capo Gakkelja si trovano le isole Bol'šoj Gakkel' e Malyj Gakkel'.

## Storia
La penisola è stata scoperta e mappata nel 1854 dalla spedizione di Evfimij Vasil'evič Putjatin. È stata poi nominata nel 1863 dai membri della spedizione di Vasilij M. Babkin in onore del vice-ammiraglio Nikolaj Karlovič Krabbe (Николай Карлович Краббе) ministro della marina imperiale (19 settembre 1860-3 gennaio 1876).
Ci sono circa 48 monumenti archeologici appartenenti a diversi periodi storici della penisola, attribuiti sia al tardo Neolitico o età del Bronzo, sia alla prima età del Ferro; vi sono monumenti del primo medioevo (X-XII sec), tra questi delle mura difensive sull'istmo. Fino agli anni Quaranta, c'era un insediamento con una popolazione di oltre 1000 persone nella penisola. Attualmente non esiste una popolazione permanente.  